# Presse écrite en Algérie
 (mai 2022).
Cet article dresse la liste  des journaux algériens.
Selon une étude effectuée en 2010 par la société IMMAR Research & Consultancy, 60,5 % des Algériens âgés de plus de 15 ans lisent la presse quotidienne algérienne ; ce taux grimpe à 95 % chez les universitaires.
65 % des lecteurs sont arabophones, soit plus de huit millions, et 10 % sont francophones. La presse francophone s’adresse aux grands centres urbains et les villes universitaires. Cependant, la configuration linguistique du lectorat varie selon la région et l’âge. Ainsi 76 % des lecteurs dans la région Est sont arabophones et, dans la région Centre, 30 % sont bilingues et 14 % sont francophones alors que le taux des francophones ne dépassent pas les 4 % dans les régions Est et Sud. Parmi le lectorat des jeunes, 72 % sont arabophones contre seulement 34 % des lecteurs âgés de plus de 55 ans.

## Presse généraliste

### Presse généraliste francophone
- Alger républicain
- Algérie News
- El Acil (arabophone)
- El Balagh (arabophone)
- El Moudjahid
- El Watan
- Horizons
- Infosoir
- La Dépêche de Kabylie
- La Nouvelle République
- La Tribune
- L'Authentique
- La Voix de l'Oranie
- L'Écho d'Oran
- Le Courrier d'Algérie
- Le Financier
- Le Jeune Indépendant
- Le Jour d'Algérie
- Le Maghreb
- Le Midi libre
- Le Quotidien d'Oran
- Les Débats
- Le Soir d'Algérie
- Le Temps d'Algérie
- L'Expression
- Liberté
- Ouest Tribune
- Reporters
- La Réflexion, fondé en 2008 par Belhamideche Belkacem à Mostaganem
- DK News
- Transaction D'Algérie
- L'Écho D'Algérie
- Le Carrefour D'Algérie
- Ouest Info
- El Hayat El Arabiya Fr
- Jeunesse D'Algérie
- Cap Ouest
- Le Chiffre D'Affaires
- La Nation
- La Sentinelle
- Le Citoyen
- La Voie d'Algérie[3]

Selon le site Slate, une douzaine de titres de la presse francophone en Algérie ont mis la clé sous la porte entre 2014 et 2017, soit près de la moitié des titres algériens au total qui ont cessé de paraître , bien que la presse francophone ne représente que le tiers de la presse en Algérie ; les raisons sont liées à la censure politique et à une mauvaise gestion économique. Les titres français sont plus vulnérables que les titres arabes.«  Plus d'une quarantaine de titres ont disparu depuis les années 1990, d'Algérie-Actualité à La Tribune, en passant par La Nation, Le Quotidien d'Algérie et Le Matin. »

### Presse généraliste arabophone
- Akhbar El Youm (أخبار اليوم)
- Akher Saâ (آخر ساعة)
- Al Fadjr (الفجر)
- Al Mountakhab
- An Nasr (النصر) (La Victoire)
- DK News (ديكا نيوز)
- Ech Chaâb (الشعب) (Le Peuple)
- Echorouk El Yawmi (الشروق اليومي)
- El Ayem (الأيام)
- El Bilad (البلاد)
- El Djazair News (الجزائر نيوز)
- El Djoumhouria (الجمهورية) (La République)
- El Khabar (الخبر)
- El Massa (المساء) (Le Soir)
- El Oumma El Arabia (الأمة العربية)
- El Youm (اليوم)
- Ennahar El Djadid (النهار الجديد)
- Sawt Al Ahrar (صوت الأحرار)
- Wakt El Djazair (وقت الجزائر)

## Presse électronique
- Algiers Herald
- Le Matin d'Algérie
- Tameddit
- Algérie 360
- Algérie-Focus
- Algérie Patriotique
- Algérie Presse Service (APS)
- La Gazette du Fennec
- Actu360
- Al Huffington Post
- Dernières Infos d'Algérie (DIA)
- Dernières Nouvelles d'Algérie (DNA)
- DZfoot
- Ntic-dz[7]
- Dzirielle Magazine (anciennement Dziriya magazine)
- Echourouk Erryadhi[Lequel ?]
- El Goual
- Élite Presse
- Izzoran.com[8]
- Infos-Algérie.com
- El Manchar
- El Shad
- Foot algérien
- Maghreb Émergent
- Tout Sur l'Algérie (TSA)
- Médias DZ (MDZ)[9]
- Interlignes
- Sport Algerie
- Twala

## Presse sportive
- Compétition
- Derby
- Echibek (الشباك)
- Le Buteur (El Heddaf) (الهداف)
- El Khabar Erriadhi (الخبر الرياضي)
- Maracana

## Presse magazine

### Hebdomadaire
- Al Aila (العائلة)
- Al Bassair (البصائر)
- Annonces Direct[10]
- El Djamila (الجميلة)
- El Moudjahid Hebdo (المجاهد الأسبوعي)
- Métro Info (ميترو إنفو)

### Mensuelle et autres
- Enti (أنتِ)
- IT Mag
- L'Actuel
- Le Bip
- L'Éco Magazine
- L'ivrEscq
- Mémoria[11]
- Nass Bladi (ناس بلادي)
- N'TIC Magazine